# 戈巴多萊
戈巴多萊（Gbadolite或Gbado-Lite，读作ɡ͡badolite）是剛果民主共和國的城市，也是北烏班吉省的首府，位於該國北部烏班吉河畔，毗鄰與中非共和國接壤的邊境，海拔高度462米，據2004年人口普查資料當地有113,8071人。原扎伊尔总统、独裁者蒙博托·塞塞·塞科的祖籍正是戈巴多莱。

## 历史

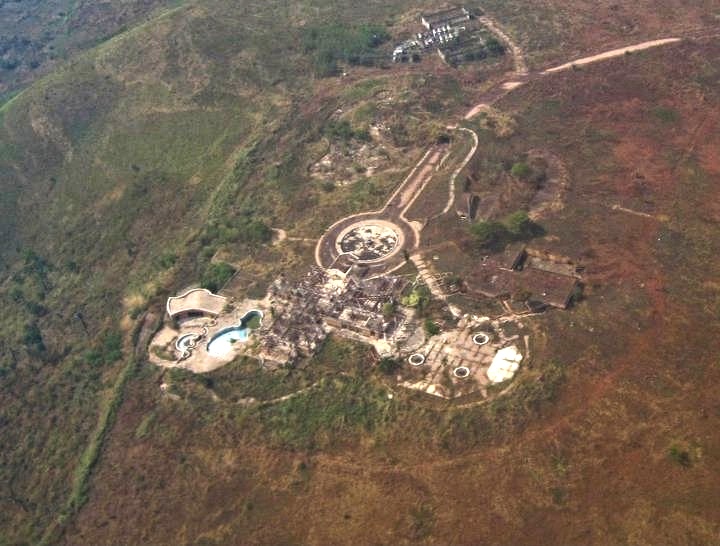
被劫夺后的蒙博托行宫旧址

祖籍戈巴多莱的蒙博托在担任刚果民主共和国（后一度改为扎伊尔）总统期间将戈巴多莱建设为一个奢华的城镇，戈巴多莱由此有“丛林里的凡尔赛宫”之称。蒙博托在戈巴多莱建设的包括乌班吉河上的一座水电站，允许协和飞机起降的戈巴多莱机场（跑道长达3200米），以及三座大型宮殿，戈巴多莱多数居民因此成为蒙博托的侍从。蒙博托在职期间，戈巴多莱有一间具备高科技设备的综合医院，该医院于1997年第一次刚果战争中被毁。
蒙博托亦在此建立了核燃料库，面积与500余间住房的总和相当，是非洲最大的核燃料库，也是非洲中部唯一的核燃料库。该燃料库有通往乌班吉河的秘密通道。
洛朗-德西雷·卡比拉在1997年发动政变并推翻蒙博托后，戈巴多莱被叛军大规模袭击，蒙博托宫殿亦被洗劫一空，原址后来更是杂草丛生。
1998年，乌干达的刚果解放运动组织在让-皮埃尔·本巴的率领下攻占了戈巴多莱，戈巴多莱成为刚果解放运动的总部。

## 延伸阅读
- Nagifi, Valentin.  Archive congolaise. Paris: L'Harmattan. 2003  [2014-08-05]. ISBN 2-7475-3623-8. （原始内容存档于2019-08-11） （法语）.

4°17′N 21°01′E / 4.283°N 21.017°E